# Nekrolog 4. Quartal 1946
Nekrolog
◄◄
| ◄
| 1942
| 1943
| 1944
| 1945
| 1946 | 1947 | 1948 | 1949 | 1950 | ► | ►►
1. Quartal |
2. Quartal |
3. Quartal |
4. Quartal 1946
Weitere Ereignisse | Allgemeiner Nekrolog 1946
Die Beschreibung der verstorbenen Person sollte so kurz wie möglich gehalten sein und nur deren signifikante Tätigkeit(en) enthalten.
Neue Namen ggf. auch unter dem Geburts- und Sterbedatum, also etwa unter 1. Januar und im Geburts- und Sterbejahr (2024) eintragen (nur bei entsprechender großer Wichtigkeit). Für Beispiele siehe die schon vorhandenen Artikel.
Außerdem über die fünf zuletzt Verstorbenen, zu denen es einen ausreichend guten Artikel für eine Präsentation auf der Hauptseite gibt, nach der todesbedingten Überarbeitung der Artikel ggf. auch unter Wikipedia Diskussion:Hauptseite informieren und sie am besten auch in den anderen Wikipedia-Sprachversionen eintragen. Tipp: Regelmäßig bei news.google.de nach „ist tot“, „gestorben“ oder „verstorben“ suchen.
Wenn eine Person gestorben ist, gibt es viele Seiten zu dieser Person in der Wikipedia, die davon auch betroffen sind und entsprechend aktualisiert werden müssen. Beispiele: Namenübersichtsseite, Geburtsjahr, Geburtsort-Seiten und viele mehr.
Wie finde ich die betroffenen Seiten?
Im Suchfeld auf der linken Seite gibt man den Suchbegriff so ein: „Vorname Nachname“. Dann klickt man auf Volltext und alle Seiten mit entsprechendem Suchtext werden aufgerufen. Hier sieht man dann schnell, wo auch das Todesjahr Sinn macht oder sogar ein Teil des Artikels angepasst werden muss. Auch hilft das „Werkzeug“ auf der linken Seite sehr gut, um solche Seiten aufzufinden: „Links auf diese Seite“. Somit ist die Wikipedia wieder aktuell in allen Bereichen! Hinweis: bei Eintragung der Kategorie „Gestorben JAHR“ wird der Missbrauchsfilter 49 ausgelöst, was jedoch nicht schlimm ist. Siehe: Spezial:Missbrauchsfilter/49
Dies ist eine Liste von im vierten Quartal 1946 verstorbenen bekannten Persönlichkeiten. Die Einträge erfolgen innerhalb der einzelnen Daten alphabetisch sortiert. Tiere sind im Nekrolog für Tiere zu finden.

## Oktober
| Tag         | Name                              | Beruf, bekannt als | Alter | Beleg |
| ----------- | --------------------------------- | --- | ----- | ----- |
| 1. Oktober  | Paul Huyn                         | römisch-katholischer Bischof von Brünn und Erzbischof von Prag                                                                            | 78    |       |
| 1. Oktober  | Guy Brasfield Park                | US-amerikanischer Politiker (Demokratische Partei)                                                                                        | 74    |       |
| 2. Oktober  | Eduard Bass                       | tschechischer Schriftsteller, Journalist, Sänger, Schauspieler, Rezitator, Conferencier und Texter                                        | 58    |       |
| 2. Oktober  | Gilbert Casey                     | australischer Utopist, Journalist und Arbeiterführer                                                                                      |       |       |
| 2. Oktober  | Edward H. Deavitt                 | US-amerikanischer Politiker, Anwalt und Treasurer von Vermont                                                                             | 74    |       |
| 2. Oktober  | Andreas Egersdörfer               | deutscher Maler und Kunstpädagoge | 80    |       |
| 2. Oktober  | Pawel Ignatjewitsch Grochowski    | sowjetischer Flugzeugkonstrukteur | 47    |       |
| 2. Oktober  | Ignacy Mościcki                   | polnischer Wissenschaftler und Politiker                                                                                                  | 78    |       |
| 3. Oktober  | James Tim Brymn                   | US-amerikanischer Komponist, Orchesterleiter und Pianist                                                                                  | 64    |       |
| 3. Oktober  | Richard Coray                     | Schweizer Zimmermeister und Gerüstbauer                                                                                                   | 77    |       |
| 3. Oktober  | Rodolphe Lemoine                  | französischer Nachrichtendienstler |       |       |
| 3. Oktober  | Rudi Peuckert                     | deutscher Politiker (NSDAP), MdR | 38    |       |
| 4. Oktober  | August von Gall                   | deutscher evangelischer Theologe | 74    |       |
| 4. Oktober  | Hermann Goens                     | deutscher Archivar | 83    |       |
| 4. Oktober  | Herbert Haddock                   | britischer Kapitän und ehemaliger Lieutenant der Royal Navy                                                                               | 85    |       |
| 4. Oktober  | Annie Elizabeth Kelly             | neuseeländische Künstlerin und Porträtmalerin                                                                                             | 69    |       |
| 4. Oktober  | Barney Oldfield                   | US-amerikanischer Rennfahrer | 68    |       |
| 4. Oktober  | Gifford Pinchot                   | erster Chef des United States Forest Service, Politiker und Gouverneur von Pennsylvania                                                   | 81    |       |
| 04. Oktober | Anton Roscher                     | tschechoslowakischer Politiker | 69    |       |
| 4. Oktober  | Paul Wirtz                        | deutscher Jurist und Kommunalpolitiker der NSDAP                                                                                          | 44    |       |
| 5. Oktober  | Patrick Bowes-Lyon                | britischer Tennisspieler | 83    |       |
| 5. Oktober  | Cécile Brunschvicg                | französische Politikerin und Feministin                                                                                                   | 69    |       |
| 5. Oktober  | Eduard Klug                       | deutscher Politiker | 68    |       |
| 5. Oktober  | Albert Marvelli                   | italienischer Politiker | 28    |       |
| 6. Oktober  | Otto Barsch                       | deutscher Geologe und Geophysiker | 66    |       |
| 6. Oktober  | Édouard Bourciez                  | französischer Romanist und Gaskognist | 92    |       |
| 6. Oktober  | Per Albin Hansson                 | schwedischer Politiker, Mitglied des Riksdag                                                                                              | 60    |       |
| 6. Oktober  | Morimoto Kaoru                    | japanischer Dramatiker und Übersetzer | 34    |       |
| 6. Oktober  | Dietrich von Zedlitz-Leipe        | deutscher Verwaltungsbeamter und Rittergutsbesitzer                                                                                       | 87    |       |
| 7. Oktober  | Ewald von Demandowsky             | deutscher Reichsfilmdramaturg | 39    |       |
| 7. Oktober  | Hans Görges                       | deutscher Physiker | 87    |       |
| 7. Oktober  | Fritz Groß                        | deutscher Redakteur und Schriftsteller | 49    |       |
| 7. Oktober  | Martin Hämmerle                   | österreichischer Textilindustrieller | 72    |       |
| 7. Oktober  | Otakar Levý                       | tschechoslowakischer Literaturhistoriker, Romanist und Übersetzer                                                                         | 50    |       |
| 7. Oktober  | Christopher Nevinson              | englischer Maler des Vortizismus | 57    |       |
| 8. Oktober  | Wilhelm Bahr                      | deutscher SS-Unterscharführer und Sanitätsdienstgrad im KZ Neuengamme                                                                     | 39    |       |
| 8. Oktober  | Henry Alexander Baldwin           | US-amerikanischer Politiker | 75    |       |
| 8. Oktober  | Karl Bock                         | tschechoslowakischer Politiker | 59    |       |
| 8. Oktober  | Wilhelm Dreimann                  | deutscher SS-Mann, Rapportführer im KZ Neuengamme                                                                                         | 42    |       |
| 8. Oktober  | Franz Hettner                     | deutscher Politiker und Richter | 82    |       |
| 8. Oktober  | Bruno Kitt                        | deutscher KZ-Arzt | 40    |       |
| 8. Oktober  | Lin Bosheng                       | chinesischer Politiker und Journalist |       |       |
| 8. Oktober  | Paul Mouy                         | französischer Wissenschaftshistoriker |       |       |
| 8. Oktober  | Agustín Parrado y García          | spanischer Geistlicher, Erzbischof und Kardinal                                                                                           | 74    |       |
| 8. Oktober  | Max Pauly                         | deutscher KZ-Lagerkommandant in Stutthof, Hohengemma und Neuengamme                                                                       | 39    |       |
| 8. Oktober  | Fjodor Petrowitsch Sawarenski     | russischer Hydrogeologe, Ingenieurgeologe und Hochschullehrer                                                                             | 65    |       |
| 8. Oktober  | Anton Thumann                     | deutscher verurteilter Kriegsverbrecher, Schutzhaftlagerführer in Konzentrationslagern                                                    | 33    |       |
| 8. Oktober  | Alfred Trzebinski                 | deutscher KZ-Arzt | 44    |       |
| 8. Oktober  | Yamamoto Kanae                    | japanischer Maler | 63    |       |
| 8. Oktober  | Gustav von Zahn                   | deutscher Geologe und Meteorologe | 75    |       |
| 9. Oktober  | Israel Aharoni                    | jüdischer Zoologe | 64    |       |
| 9. Oktober  | Paul Apel                         | deutscher Dramatiker | 74    |       |
| 9. Oktober  | Frank Castleman                   | US-amerikanischer Hürdenläufer und Sprinter                                                                                               | 69    |       |
| 9. Oktober  | Simon Gilbert                     | britischer Journalist und Publizist | 76    |       |
| 9. Oktober  | Ernst Münch                       | deutscher Forstwissenschaftler | 69    |       |
| 9. Oktober  | Viktor Thiel                      | österreichischer Historiker und Archivar                                                                                                  | 74    |       |
| 9. Oktober  | Theodor Wiese                     | deutscher Maler | 53    |       |
| 10. Oktober | Ignazio Canazei                   | italienischer Ordenspriester, Missionar und römisch-katholischer Bischof                                                                  | 63    |       |
| 10. Oktober | Lorne Chabot                      | kanadischer Eishockeyspieler | 46    |       |
| 10. Oktober | Carl Franz                        | deutscher Sanitätsoffizier, zuletzt Generaloberstabsarzt und Heeres-Sanitätsinspekteur                                                    | 76    |       |
| 10. Oktober | Ernst Kamnitzer                   | deutscher Dramatiker und Jurist | 60    |       |
| 10. Oktober | Otto Meixner von Zweienstamm      | österreich-ungarischer Feldmarschallleutnant, General der Infanterie                                                                      | 88    |       |
| 10. Oktober | Gerhard Neuerburg                 | deutscher Maler | 74    |       |
| 10. Oktober | Adolf Schruth                     | deutscher Uhrmacher, Redakteur und Heimatforscher                                                                                         | 74    |       |
| 10. Oktober | Hendricus Thijsen                 | niederländischer Kunstturner | 65    |       |
| 11. Oktober | Johann Frahm                      | deutscher SS-Unterscharführer im KZ Neuengamme                                                                                            | 45    |       |
| 11. Oktober | Ewald Jauch                       | deutscher SS-Oberscharführer im KZ Neuengamme                                                                                             | 44    |       |
| 11. Oktober | Damian Kratzenberg                | luxemburgischer Nationalsozialist | 67    |       |
| 11. Oktober | Walter Quakernack                 | deutscher SS-Oberscharführer im KZ Auschwitz                                                                                              | 39    |       |
| 11. Oktober | Werner Rohde                      | deutscher Arzt im KZ Auschwitz | 42    |       |
| 11. Oktober | Arnold Wilhelm Spilhaus           | südafrikanischer Geschäftsmann sowie Bryologe deutscher Herkunft                                                                          | 100   |       |
| 11. Oktober | Karl Wessely                      | deutscher Opernsänger | 37    |       |
| 11. Oktober | Adolf Wolfert                     | deutscher Funktionär der NSDAP, wegen NS-Kriegsverbrechen hingerichtet                                                                    | 45    |       |
| 12. Oktober | Giuseppe Adami                    | italienischer Dramatiker, Librettist, Drehbuchautor und Musikkritiker                                                                     | 67    |       |
| 12. Oktober | Fujiwara Matsusaburō              | japanischer Mathematiker | 65    |       |
| 12. Oktober | Charles Samuel Myers              | englischer Psychiater | 73    |       |
| 12. Oktober | Heinrich Freiherr von Stackelberg | deutscher Ökonom | 40    |       |
| 12. Oktober | Joseph Stilwell                   | US-amerikanischer General | 63    |       |
| 13. Oktober | Alex Grant                        | kanadischer Mittel- und Langstreckenläufer                                                                                                | 72    |       |
| 13. Oktober | Victor Mayer                      | Schmuckunternehmer in Pforzheim | 88    |       |
| 13. Oktober | Ole Sæther                        | norwegischer Sportschütze | 76    |       |
| 13. Oktober | Wilhelm Weiß                      | deutscher Kommunist und Widerstandskämpfer                                                                                                | 45    |       |
| 13. Oktober | Karl Wimmer                       | deutscher Mediziner und Stabsarzt der Luftwaffe                                                                                           | 35    |       |
| 14. Oktober | Franz Baumgartner                 | österreichischer Architekt | 70    |       |
| 14. Oktober | Paul Kanold                       | deutscher Architekt und Hochschullehrer                                                                                                   | 72    |       |
| 14. Oktober | Walter von Kielpinski             | deutscher SS-Obersturmbannführer, Mitglied der Einsatzgruppe IV in Polen und Leiter des Referates III C 4 des Reichssicherheitshauptamtes | 37    |       |
| 14. Oktober | Karl Schmidt                      | deutscher Physiker | 84    |       |
| 14. Oktober | Viktor Weigelt                    | deutscher Politiker (SPD) | 68    |       |
| 15. Oktober | Hermann Göring                    | deutscher Politiker (NSDAP), MdR, Ministerpräsident, Reichsmarschall                                                                      | 53    |       |
| 15. Oktober | Otto Voss                         | Konzertpianist, Klavierpädagoge und Komponist                                                                                             | 71    |       |
| 16. Oktober | Granville Bantock                 | britischer Komponist und Dirigent | 78    |       |
| 16. Oktober | Hans Frank                        | deutscher Politiker (NSDAP), MdR und Kriegsverbrecher                                                                                     | 46    |       |
| 16. Oktober | Wilhelm Frick                     | deutscher Politiker (NSDAP), MdR und Funktionär                                                                                           | 69    |       |
| 16. Oktober | Alfred Jodl                       | deutscher Generaloberst und Berufsoffizier                                                                                                | 56    |       |
| 16. Oktober | Ernst Kaltenbrunner               | österreichischer Politiker (NSDAP), MdR, SS-Mitglied, Kriegsverbrecher                                                                    | 43    |       |
| 16. Oktober | Wilhelm Keitel                    | deutscher Generalfeldmarschall im Dritten Reich                                                                                           | 64    |       |
| 16. Oktober | Joachim von Ribbentrop            | deutscher Politiker (NSDAP), MdR, deutscher Außenminister (1938–1945)                                                                     | 53    |       |
| 16. Oktober | Alfred Rosenberg                  | deutscher Politiker (NSDAP), MdR | 53    |       |
| 16. Oktober | Fritz Sauckel                     | deutscher Politiker (NSDAP), MdR | 51    |       |
| 16. Oktober | Arthur Seyß-Inquart               | österreichischer Politiker (NSDAP), MdR und Jurist                                                                                        | 54    |       |
| 16. Oktober | Rudolf Spitaler                   | österreichischer Meteorologe, Astronom und Physiker                                                                                       | 87    |       |
| 16. Oktober | Julius Streicher                  | deutscher Politiker (NSDAP), MdR und Herausgeber des Stürmer                                                                              | 61    |       |
| 17. Oktober | Andreas Bang                      | Politiker (NSDAP) und Landtagsabgeordneter                                                                                                | 43    |       |
| 17. Oktober | Fred Boissonnas                   | Schweizer Fotograf | 88    |       |
| 17. Oktober | Maurice Grammont                  | französischer Romanist und Phonetiker | 80    |       |
| 17. Oktober | Robert Karger                     | glätzisch-schlesischer Dialektdichter, Schriftsteller, Journalist und Hauslehrer                                                          | 72    |       |
| 17. Oktober | Pie Eugène Joseph Neveu           | französischer Theologe und Apostolischer Administrator von Moskau                                                                         | 69    |       |
| 17. Oktober | Tom Pettitt                       | britischer Jeu de Paume-Spieler | 86    |       |
| 17. Oktober | Heinrich von Reichenbach-Goschütz | deutscher Standesherr und Mitglied des Preußischen Herrenhauses                                                                           | 81    |       |
| 17. Oktober | Willi Steputat                    | deutscher Ringer und Sportfunktionär | 57    |       |
| 18. Oktober | Nina Gage                         | US-amerikanische Krankenschwester und Vereinspräsidentin                                                                                  | 63    |       |
| 18. Oktober | Herbert von Oettingen             | deutscher evangelisch-lutherischer Geistlicher                                                                                            | 67    |       |
| 18. Oktober | Ladislav Šaloun                   | tschechischer Bildhauer | 76    |       |
| 18. Oktober | Makino Torao                      | japanischer Maler | 55    |       |
| 18. Oktober | Leopold Vellguth                  | deutscher Arzt und NS-„Rassenhygieniker“                                                                                                  | 69    |       |
| 19. Oktober | Max Borst                         | deutscher Pathologe | 76    |       |
| 19. Oktober | William Riley McKeen              | US-amerikanischer Ingenieur | 77    |       |
| 20. Oktober | William Bernard Barry             | US-amerikanischer Jurist und Politiker | 44    |       |
| 20. Oktober | Ludwig Franz Gengler              | deutscher nationalsozialistischer Publizist und Politiker (NSDAP)                                                                         | 44    |       |
| 20. Oktober | Karl-Gustav Sauberzweig           | deutscher Offizier, Generalleutnant der Waffen-SS                                                                                         | 47    |       |
| 21. Oktober | Johannes Greferath                | deutscher Maler der Düsseldorfer Schule                                                                                                   | 74    |       |
| 21. Oktober | Artur Streiter                    | deutscher Autor | 41    |       |
| 22. Oktober | Henry Bergman                     | US-amerikanischer Schauspieler und Assistenzregisseur                                                                                     | 78    |       |
| 22. Oktober | Anny Dollschein                   | österreichische Künstlerin, Malerin, Grafikerin, Puppenspielerin und Schauspielerin                                                       | 53    |       |
| 22. Oktober | Wilhelm Egger-Sell                | deutscher Schauspieler bei Bühne und Film                                                                                                 | 68    |       |
| 22. Oktober | Phillips Lee Goldsborough         | US-amerikanischer Politiker, Gouverneur von Maryland                                                                                      | 81    |       |
| 22. Oktober | Hans Grade                        | deutscher Flugpionier | 67    |       |
| 22. Oktober | Homer Ledbetter                   | US-amerikanischer American-Football-Spieler und Baseballspieler, Polizist, Soldat                                                         | 36    |       |
| 23. Oktober | Kurt Daluege                      | deutscher Politiker, MdR, MdL, SS-Oberstgruppenführer und Chef der Ordnungspolizei im Dritten Reich                                       | 49    |       |
| 23. Oktober | Ernest Thompson Seton             | Autor und Mitbegründer der US-amerikanischen Pfadfinderbewegung                                                                           | 86    |       |
| 23. Oktober | Rudolf Sillib                     | deutscher Bibliothekar und Landeshistoriker                                                                                               | 77    |       |
| 23. Oktober | Werner Wickel                     | deutscher Lehrer und Politiker (DDP), Abgeordneter des Preußischen Landtages                                                              | 66    |       |
| 24. Oktober | Otis Adelbert Kline               | US-amerikanischer Schriftsteller | 55    |       |
| 24. Oktober | Hubert Loutsch                    | luxemburgischer Politiker | 67    |       |
| 24. Oktober | Thomas McMeekin                   | britischer Segler | 79    |       |
| 24. Oktober | D. Moor                           | russisch-sowjetischer Grafiker | 62    |       |
| 24. Oktober | Franz Niedermoser                 | österreichischer Psychiater, der an Krankenmorden zur NS-Zeit beteiligt war                                                               | 44    |       |
| 25. Oktober | Benjamin L. Fairchild             | US-amerikanischer Jurist und Politiker | 83    |       |
| 25. Oktober | Jules Mouquet                     | französischer Komponist | 79    |       |
| 25. Oktober | Friedrich Schreck                 | deutscher Kommunalbeamter | 68    |       |
| 25. Oktober | Karl Rudolf Walden                | finnischer Politiker und General | 67    |       |
| 26. Oktober | Hans Bofinger                     | deutscher NS-Funktionär | 38    |       |
| 26. Oktober | Henry Helm Clayton                | US-amerikanischer Meteorologe | 85    |       |
| 26. Oktober | Heinrich Jöckel                   | deutscher SS-Hauptsturmführer und Kommandant der Kleinen Festung Theresienstadt                                                           | 48    |       |
| 26. Oktober | Ludwig Marxer                     | liechtensteinischer Tierarzt und Landtagsabgeordneter                                                                                     | 91    |       |
| 26. Oktober | Ioannis Rallis                    | griechischer Politiker und Ministerpräsident                                                                                              |       |       |
| 26. Oktober | Raimund Siegl                     | deutscher Politiker (NSDAP), MdR | 40    |       |
| 26. Oktober | Otto Georg Thierack               | deutscher Jurist und Politiker (NSDAP), Präsident des Volksgerichtshofes (1936–1942), Reichsminister der Justiz (seit August 1942)        | 57    |       |
| 26. Oktober | Herbert Winkler                   | deutscher Psychologe | 50    |       |
| 26. Oktober | Adolf Zeller                      | deutscher Architekt, Hochschullehrer und Architekturautor                                                                                 | 75    |       |
| 27. Oktober | Wilhelm Peter Hansen              | deutscher Politiker und Diplomat | 76    |       |
| 28. Oktober | Charles Despiau                   | französischer Bildhauer | 71    |       |
| 28. Oktober | Percy Faraday Frankland           | britischer Chemiker | 88    |       |
| 28. Oktober | Manuel Ortiz de Zárate            | chilenischer Maler | 59    |       |
| 28. Oktober | Franz Stanglica                   | österreichischer Historiker und Archivar                                                                                                  | 39    |       |
| 29. Oktober | Heinrich Hoops                    | deutscher Pastor | 79    |       |
| 30. Oktober | Ludwig Leser                      | österreichischer Politiker (SPÖ) und Landeshauptmann des Burgenlands, Abgeordneter zum Nationalrat                                        | 56    |       |
| 30. Oktober | Mamie Smith                       | US-amerikanische Vaudeville-Sängerin, Tänzerin, Pianistin und Schauspielerin                                                              | 55    |       |
| 31. Oktober | Ernestine von Fürth               | österreichische Frauenrechtlerin | 69    |       |
| 31. Oktober | Paul Rickmers                     | deutscher Reeder und Werftbesitzer | 73    |       |
| 31. Oktober | Elpidius Weiergans                | deutscher Ordensgeistlicher und Autor | 73    |       |

## November
| Tag          | Name                                          | Beruf, bekannt als                                                                                      | Alter | Beleg |
| ------------ | --------------------------------------------- | --- | ----- | ----- |
| 1. November  | Conrad Borchling                              | deutscher Germanist                                                                                     | 74    |       |
| 1. November  | Jeanne Bucher                                 | französischer Galerist und Kunsthändler                                                                 | 74    |       |
| 1. November  | Adolf Huber                                   | deutscher Musiker, Pädagoge und Komponist                                                               | 73    |       |
| 2. November  | Thomas L. Bailey                              | US-amerikanischer Politiker                                                                             | 58    |       |
| 2. November  | Peter Hegar                                   | Schweizer Opernsänger (Bassbariton)                                                                     | 64    |       |
| 2. November  | Sigfrid Walther Müller                        | deutscher Komponist                                                                                     | 41    |       |
| 2. November  | Heino von Rantzau                             | deutscher Offizier, zuletzt Generalleutnant im Zweiten Weltkrieg                                        | 52    |       |
| 2. November  | Cyriel van den Abeele                         | belgischer Organist und Komponist                                                                       | 71    |       |
| 2. November  | Ernst Walb                                    | deutscher Wirtschaftswissenschaftler, Hochschullehrer                                                   | 66    |       |
| 3. November  | Federico Amodeo                               | italienischer Mathematikhistoriker                                                                      | 87    |       |
| 3. November  | Karl Heinrich Gyr                             | Schweizer Unternehmer                                                                                   | 67    |       |
| 3. November  | Hermann Ploetz                                | deutscher Schriftsteller und Kunstkritiker                                                              | 76    |       |
| 4. November  | Semjon Trofimowitsch Bytschkow                | sowjetischer Pilot                                                                                      | 28    |       |
| 4. November  | Ewald Daub                                    | deutscher Kameramann                                                                                    | 57    |       |
| 4. November  | Emil Ebersbach                                | deutscher Bahnbeamter und Politiker (DNVP), MdR, MdL                                                    | 66    |       |
| 4. November  | Rüdiger von der Goltz                         | deutscher Generalleutnant, Freikorpsführer, Gegner der Weimarer Republik                                | 80    |       |
| 4. November  | Josef Mesk                                    | österreichischer Klassischer Philologe                                                                  | 77    |       |
| 4. November  | Konrad Mommsen                                | deutscher Marineoffizier, zuletzt Flottenchef der Reichsmarine                                          | 75    |       |
| 5. November  | László Deák                                   | ungarischer Offizier und Kriegsverbrecher im Zweiten Weltkrieg                                          | 55    |       |
| 5. November  | Ferenc Feketehalmy-Czeydner                   | ungarischer Offizier und Kriegsverbrecher im Zweiten Weltkrieg                                          | 55    |       |
| 5. November  | József Grassy                                 | ungarischer Offizier und Kriegsverbrecher im Zweiten Weltkrieg                                          | 51    |       |
| 5. November  | Nikolaus Hans Hockl                           | rumänischer Pädagoge, Leiter des Schulamtes der Deutschen Volksgruppe im Königreich Rumänien            | 37    |       |
| 5. November  | Arthur Liebert                                | deutscher Philosoph                                                                                     | 67    |       |
| 5. November  | Thomas Scott-Ellis, 8. Baron Howard de Walden | britischer Adliger und Olympiateilnehmer im Motorbootfahren                                             | 66    |       |
| 5. November  | Joseph Stella                                 | italienisch-US-amerikanischer Maler                                                                     | 69    |       |
| 5. November  | Sigismond Stojowski                           | polnischer Pianist und Komponist                                                                        | 76    |       |
| 5. November  | Ferenc Szombathelyi                           | ungarischer Generalstabschef im Zweiten Weltkrieg und verurteilter Kriegsverbrecher                     | 59    |       |
| 6. November  | Geoffrey Callender                            | britischer Marinehistoriker                                                                             | 70    |       |
| 6. November  | Josiah Tshangana Gumede                       | südafrikanischer Politiker, Anti-Apartheidskämpfer, Präsident des ANC                                   | 79    |       |
| 6. November  | Maria Innocentia Hummel                       | deutsche Franziskanerin, Zeichnerin und Malerin                                                         | 37    |       |
| 6. November  | Dunham Jackson                                | US-amerikanischer Mathematiker                                                                          | 58    |       |
| 7. November  | Willis Linn Jepson                            | US-amerikanischer Botaniker                                                                             | 79    |       |
| 7. November  | Henry Lehrman                                 | US-amerikanischer Filmpionier                                                                           | 60    |       |
| 7. November  | Louis Otten                                   | niederländischer Fußballspieler und Mediziner                                                           | 63    |       |
| 7. November  | Horacio B. Oyhanarte                          | argentinischer Botschafter                                                                              | 61    |       |
| 7. November  | Charles C. Pierce                             | US-amerikanischer Fotograf und Betreiber einer Foto-Agentur                                             | 84    |       |
| 8. November  | Albin Enders                                  | deutscher Maler und Zeichner                                                                            | 77    |       |
| 8. November  | Alfredo Ramos Martínez                        | mexikanischer Künstler                                                                                  | 75    |       |
| 8. November  | Otto Ringleb                                  | deutscher Urologe, Hochschullehrer und SS-Führer                                                        | 71    |       |
| 9. November  | Rudolf Dammert                                | deutscher Verleger, Journalist und Dramatiker und Verfasser historischer Romane                         | 67    |       |
| 9. November  | Ludwig Gelpke                                 | Schweizer Chirurg, Professor der Chirurgie in Basel                                                     | 92    |       |
| 10. November | Anton Gilsing                                 | deutscher Politiker (Zentrum, CDU), MdL                                                                 | 71    |       |
| 10. November | Felix Jentzsch                                | deutscher Physiker                                                                                      | 64    |       |
| 10. November | Kirsopp Lake                                  | englischer Neutestamentler, Textkritiker                                                                | 74    |       |
| 10. November | James A. Meeks                                | US-amerikanischer Politiker                                                                             | 82    |       |
| 10. November | John Meinert                                  | namibischer Geschäftsmann und Bürgermeister                                                             | 59    |       |
| 10. November | Nguyễn Văn Thinh                              | vietnamesischer Arzt und Politiker                                                                      |       |       |
| 10. November | Julian Nowak                                  | polnischer Bakteriologe und Politiker, Ministerpräsident Polens                                         | 81    |       |
| 10. November | Louis Zutter                                  | Schweizer Turner                                                                                        | 80    |       |
| 11. November | Wilhelm Emil Baumgartner                      | Schweizer Unternehmer                                                                                   | 53    |       |
| 11. November | Nikolai Nilowitsch Burdenko                   | russisch-sowjetischer Chirurg                                                                           | 70    |       |
| 11. November | Maynard Dixon                                 | US-amerikanischer Maler und Illustrator                                                                 | 71    |       |
| 11. November | Alfred Herfurth                               | deutscher Politiker (Zentrum), MdL                                                                      | 57    |       |
| 11. November | Friedrich Materna                             | Generalmajor in Österreich                                                                              | 61    |       |
| 11. November | Egill Reimers                                 | norwegischer Segler                                                                                     | 68    |       |
| 11. November | Hans Sammler                                  | deutscher Kommunalpolitiker (SPD, NSDAP, SED)                                                           | 46    |       |
| 11. November | William Ward                                  | britischer Segler                                                                                       | 69    |       |
| 12. November | Camillo Caccia Dominioni                      | italienischer Geistlicher, Kurienkardinal der römisch-katholischen Kirche                               | 69    |       |
| 12. November | Otto Diehl                                    | deutscher Geologe                                                                                       | 67    |       |
| 12. November | Alfred Gutknecht                              | deutscher Generalmajor                                                                                  | 58    |       |
| 12. November | Karl Heidmann                                 | deutscher Schauspieler und Regisseur                                                                    | 57    |       |
| 12. November | Albert Bond Lambert                           | US-amerikanischer Golfer und Luftfahrtpionier                                                           | 70    |       |
| 12. November | Edwin Mills                                   | britischer Tauzieher                                                                                    | 68    |       |
| 12. November | Hugo Obermaier                                | deutscher Archäologe                                                                                    | 69    |       |
| 13. November | Kurt Arndt                                    | deutscher Chemiker                                                                                      | 73    |       |
| 13. November | Georg Ernst Wilhelm Berg                      | deutscher Geologe und Mineraloge                                                                        | 68    |       |
| 13. November | Joseph Brüggemann                             | deutscher Gymnasialschulleiter und Schulautor                                                           | 67    |       |
| 13. November | Fritz Buddin                                  | deutscher Pädagoge, Organist, Museumsleiter und Heimatforscher                                          | 78    |       |
| 13. November | Patrick McLane                                | US-amerikanischer Politiker                                                                             | 71    |       |
| 13. November | Edmund Thormählen                             | schwedischer Segler                                                                                     | 81    |       |
| 13. November | Karl von Wuthenau                             | deutscher Offizier, Standesherr und Gutsbesitzer                                                        | 83    |       |
| 14. November | Manuel de Falla                               | spanischer Komponist                                                                                    | 69    |       |
| 14. November | Willi Herold                                  | deutscher Kriegsverbrecher                                                                              | 21    |       |
| 14. November | Philipp Krummel                               | deutscher Landwirt und Politiker (DNVP), Landtagsabgeordneter Waldeck                                   | 76    |       |
| 14. November | Anton Wilthum                                 | österreichischer NSDAP-Kreisleiter                                                                      | 58    |       |
| 15. November | Gian Giuseppe Bernardi                        | italienischer Komponist, Musiktheoretiker und Musikpädagoge                                             | 81    |       |
| 15. November | Albert Hinrich Hussmann                       | deutscher Bildhauer und Maler                                                                           | 72    |       |
| 15. November | Alex Jackson                                  | schottischer Fußballspieler                                                                             | 41    |       |
| 15. November | Max Kulisch                                   | österreichischer Rechtswissenschaftler und Verfassungsrichter                                           | 76    |       |
| 15. November | Max von Oppenheim                             | deutscher Diplomat und Archäologe                                                                       | 86    |       |
| 15. November | Georg von Thaer                               | deutscher Beamter                                                                                       | 74    |       |
| 15. November | Max Winkler                                   | deutscher Politiker (SPD) und Gewerkschaftsfunktionär                                                   | 70    |       |
| 16. November | Giovanni Anfossi                              | italienischer Komponist, Pianist und Musikpädagoge                                                      | 82    |       |
| 16. November | Josef Marxen                                  | katholischer Priester und Märtyrer in Albanien                                                          | 40    |       |
| 16. November | Artur Michel                                  | deutscher Tanzpublizist                                                                                 | 62    |       |
| 16. November | Hugo Urbahns                                  | deutscher Politiker (KPD), MdHB und MdR                                                                 | 56    |       |
| 17. November | Karl Allmendinger                             | katholischer Schriftsteller                                                                             | 83    |       |
| 17. November | David S. Creamer                              | US-amerikanischer Politiker                                                                             | 88    |       |
| 17. November | Thomas Donovan                                | US-amerikanischer Politiker                                                                             | 76    |       |
| 17. November | Carl Hold                                     | deutscher Bergbau-Manager und Politiker                                                                 | 75    |       |
| 17. November | John Peter Toohey                             | US-amerikanischer Schriftsteller und Publizist                                                          |       |       |
| 18. November | Catherine Hogg Blair                          | schottisch-britische Suffragette, Friedensrichterin und Gründerin des Scottish Women’s Rural Institutes | 74    |       |
| 18. November | Vincentas Borisevičius                        | litauischer Bischof von Telšiai                                                                         | 58    |       |
| 18. November | Heinrich Bünger                               | deutscher Institutsdirektor und Professor                                                               | 66    |       |
| 18. November | Georg Gradnauer                               | deutscher Politiker (SPD), MdR                                                                          | 80    |       |
| 18. November | Donald Meek                                   | schottisch-US-amerikanischer Film- und Theaterschauspieler                                              | 68    |       |
| 18. November | Maximilian von Poseck                         | deutscher General der Kavallerie der Reichswehr                                                         | 81    |       |
| 18. November | Walter J. Turner                              | australischer Schriftsteller                                                                            | 57    |       |
| 18. November | Jimmy Walker                                  | US-amerikanischer Politiker                                                                             | 65    |       |
| 18. November | Ludwig Weinacht                               | deutscher Ruderer                                                                                       | 58    |       |
| 18. November | Christian Hermann Winkelmann                  | US-amerikanischer Geistlicher, Bischof von Wichita                                                      | 63    |       |
| 20. November | Domingos Alvão                                | portugiesischer Fotograf                                                                                |       |       |
| 20. November | Anton Götz                                    | römisch-katholischer Prälat                                                                             | 79    |       |
| 20. November | Robert Kirkland Henry                         | US-amerikanischer Politiker                                                                             | 56    |       |
| 20. November | I Gusti Ngurah Rai                            | indonesischer Militär                                                                                   | 29    |       |
| 21. November | Gusztáv Gratz                                 | Publizist, Journalist, Politiker, Mitglied des Parlaments, Geschichtsschreiber, Wirtschaftsfachmann     | 71    |       |
| 21. November | Wilhelm Maxen                                 | deutscher Politiker (Zentrum), MdR                                                                      | 79    |       |
| 21. November | Josef Windhausen                              | deutscher Politiker der CDU                                                                             | 58    |       |
| 22. November | Hans Bussard                                  | deutscher Theaterschauspieler, Opernsänger (Tenor), Regisseur und Gesangspädagoge                       | 82    |       |
| 22. November | Leopold Erb                                   | österreichischer Lehrer und Politiker, Landtagsabgeordneter, Abgeordneter zum Nationalrat               | 85    |       |
| 22. November | Burt McKinnie                                 | US-amerikanischer Golfer                                                                                | 67    |       |
| 22. November | Hubert Messenböck                             | österreichischer Politiker (CSP), Landtagsabgeordneter                                                  | 59    |       |
| 22. November | Ludwig Pallat                                 | deutscher Archäologe, Pädagoge und Ministerialbeamter                                                   | 78    |       |
| 22. November | Josef Heinrich Sommer                         | österreichischer Politiker (CSP/ÖVP)                                                                    | 58    |       |
| 22. November | Ubald Steiner                                 | österreichischer Geistlicher und Politiker, Landtagsabgeordneter                                        | 64    |       |
| 23. November | Johan Victor Dahlberg                         | niederländischer Komponist                                                                              | 31    |       |
| 23. November | Arthur Garfield Dove                          | US-amerikanischer Maler                                                                                 | 66    |       |
| 23. November | Leon Spilliaert                               | belgischer Maler                                                                                        | 65    |       |
| 23. November | Heinrich Triepel                              | deutscher Jurist, Völkerrechtler, Staatsrechtler                                                        | 78    |       |
| 23. November | South Trimble                                 | US-amerikanischer Politiker                                                                             | 82    |       |
| 24. November | Alfonso Broqua                                | uruguayischer Komponist                                                                                 | 70    |       |
| 24. November | Jean Haust                                    | belgischer Romanist und Dialektologe                                                                    | 78    |       |
| 24. November | Erik Liebreich                                | deutscher Chemiker                                                                                      | 62    |       |
| 24. November | László Moholy-Nagy                            | ungarisch-US-amerikanischer Maler und Fotograf                                                          | 51    |       |
| 25. November | Robert Huber                                  | finnischer Sportschütze                                                                                 | 68    |       |
| 25. November | Henry Morgenthau senior                       | US-amerikanischer Diplomat und Unternehmer                                                              | 90    |       |
| 25. November | Emil Naetsch                                  | deutscher Mathematiker                                                                                  | 77    |       |
| 25. November | Ernst Schwerin                                | deutscher Unternehmer                                                                                   | 76    |       |
| 25. November | Paul Simon                                    | römisch-katholischer Theologe, Professor und Dompropst in Paderborn, Professor in Tübingen              | 64    |       |
| 26. November | Wilhelm Albrecht                              | deutscher Verwaltungsjurist und Landrat                                                                 | 71    |       |
| 26. November | Karl Haas                                     | deutscher Apotheker und Fabrikant                                                                       | 77    |       |
| 26. November | Louis Francis Kelleher                        | US-amerikanischer Geistlicher, Weihbischof in Boston                                                    | 57    |       |
| 26. November | Albert G. Schmedeman                          | US-amerikanischer Politiker                                                                             | 82    |       |
| 26. November | Annie Morrill Smith                           | US-amerikanische Botanikerin und Bryologistin                                                           | 90    |       |
| 26. November | Emile Vauthier                                | belgischer Porträtmaler                                                                                 | 82    |       |
| 26. November | Ferdinand Vieth                               | deutscher Genossenschaftsfunktionär und Parlamentarier                                                  | 77    |       |
| 26. November | Anatoli Kornelijewitsch Winogradow            | sowjetischer Schriftsteller                                                                             | 58    |       |
| 26. November | Johanna Zschille-von Beschwitz                | deutsche Malerin                                                                                        | 83    |       |
| 27. November | Georges Cirot                                 | französischer Historiker, Romanist, Hispanist und Literaturwissenschaftler                              | 76    |       |
| 27. November | Max Dreyer                                    | deutscher Schriftsteller und Dramatiker                                                                 | 84    |       |
| 27. November | Rudolf Droz                                   | deutscher Fußballspieler                                                                                | 58    |       |
| 27. November | Charles Fossey                                | französischer Assyriologe                                                                               | 77    |       |
| 27. November | Alfred Götze                                  | deutscher Philologe                                                                                     | 70    |       |
| 27. November | Marcel Gouédard                               | französischer Fußballspieler                                                                            | 25    |       |
| 27. November | Karl Lerbs                                    | deutscher Schriftsteller und Dramaturg                                                                  | 53    |       |
| 28. November | Franz Dahlke                                  | deutscher Musikpädagoge und Komponist                                                                   | 53    |       |
| 28. November | Nusch Éluard                                  | deutsch-französische Schauspielerin, Modell, Varietékünstlerin und Muse der Surrealisten                | 40    |       |
| 29. November | Ernst von Althaus                             | deutscher Jagdflieger im Ersten Weltkrieg, Landgerichtspräsident                                        | 56    |       |
| 29. November | Georg Best                                    | deutscher Jurist und Politiker (DNVP, VRP), MdR                                                         | 91    |       |
| 29. November | Arthur Crispien                               | deutscher Politiker (SPD), MdR                                                                          | 71    |       |
| 29. November | Albert Fuchs                                  | österreichischer Jurist und Kulturhistoriker                                                            | 41    |       |
| 29. November | Julius Nase                                   | reformierter Theologe und Regionalhistoriker                                                            | 85    |       |
| 29. November | Arthur Sauer                                  | deutscher Chemiker, Unternehmer und Mäzen                                                               | 72    |       |
| 29. November | Fritz Schettler                               | deutscher Zeitungsverleger                                                                              | 67    |       |
| 29. November | Johannes Vares                                | estnischer Schriftsteller, Lyriker und Kommunist                                                        | 56    |       |
| 29. November | Alexander Witting                             | deutscher Mathematiker                                                                                  | 84    |       |
| 30. November | Konrad Döring                                 | deutscher Schriftsteller                                                                                | 69    |       |
| 30. November | Ernst Illing                                  | deutscher Psychiater und Euthanasietäter                                                                | 42    |       |
| 30. November | Gustav Noske                                  | deutscher Politiker (SPD), Reichswehrminister, MdR                                                      | 78    |       |

## Dezember
| Tag          | Name                                     | Beruf, bekannt als | Alter | Beleg |
| ------------ | ---------------------------------------- | --- | ----- | ----- |
| 1. Dezember  | Egon von Berchem                         | deutscher Verlagsbuchhändler, Heraldiker und Sphragistiker                                                                             | 70    |       |
| 1. Dezember  | Bruder Kostka                            | deutscher Missionsbruder | 78    |       |
| 1. Dezember  | Emmy von Egidy                           | deutsche Bildhauerin und Schriftstellerin                                                                                              | 74    |       |
| 1. Dezember  | William Holmes                           | US-amerikanischer Filmeditor | 69    |       |
| 1. Dezember  | Gustav Wilhelm Störring                  | deutscher Psychologe, Philosoph und Hochschullehrer                                                                                    | 86    |       |
| 1. Dezember  | Ludwig Tremmel                           | österreichischer Architekt | 71    |       |
| 2. Dezember  | Charles M. Borchers                      | US-amerikanischer Politiker | 77    |       |
| 2. Dezember  | Wilhelm Bornhardt                        | deutscher Bergbeamter und Montanhistoriker                                                                                             | 82    |       |
| 2. Dezember  | Ezequiel Adeodato Chávez                 | mexikanischer Jurist und Rektor der UNAM                                                                                               | 78    |       |
| 2. Dezember  | Fritz Ebel                               | Maler und Grafiker | 56    |       |
| 2. Dezember  | Rudolf Fisch                             | Schweizer Missionsarzt | 90    |       |
| 2. Dezember  | Susanne Granitsch                        | österreichische Malerin | 77    |       |
| 2. Dezember  | Erich Krüger                             | deutscher Schriftsteller und Politiker (LDP)                                                                                           | 55    |       |
| 2. Dezember  | Hilda Lyon                               | britische Ingenieurin | 50    |       |
| 2. Dezember  | Ernst Rittweger                          | deutscher Reichsgerichtsrat | 56    |       |
| 3. Dezember  | Rudolf Hundhausen                        | deutscher Ingenieur und Maschinentechniker                                                                                             | 82    |       |
| 3. Dezember  | Johann Koenigsberger                     | deutscher Physiker, Mineraloge und Mitglied des badischen Landtages                                                                    | 72    |       |
| 3. Dezember  | Anton Schwarz                            | österreichischer Politiker (CSP), Landtagsabgeordneter, Mitglied des Bundesrates                                                       | 74    |       |
| 4. Dezember  | Richard Drauz                            | deutscher Politiker (NSDAP), MdR und Kreisleiter von Heilbronn und Kriegsverbrecher                                                    | 52    |       |
| 4. Dezember  | Emilie Gourd                             | Schweizer Frauenrechtlerin | 66    |       |
| 4. Dezember  | Ernst Kornemann                          | deutscher Althistoriker; Rektor in Breslau                                                                                             | 78    |       |
| 4. Dezember  | María de la Paz von Spanien              | Infantin von Spanien, durch Heirat Prinzessin von Bayern                                                                               | 84    |       |
| 4. Dezember  | Eino Saastamoinen                        | finnischer Turner | 59    |       |
| 4. Dezember  | Richard Sachs                            | deutscher Landschaftsmaler und Musterentwerfer                                                                                         | 71    |       |
| 5. Dezember  | Alexander Moissejewitsch Schapiro        | russischer Anarcho-Syndikalist |       |       |
| 6. Dezember  | Cimon Diamantopoulos                     | griechischer Diplomat |       |       |
| 6. Dezember  | Winston Holmes                           | US-amerikanischer Blues-Sänger, Promoter und Musikproduzent                                                                            | 67    |       |
| 6. Dezember  | Meinrad Alexius Nossek                   | böhmischer römisch-katholischer Geistlicher, Zisterzienser und Mundartdichter                                                          | 55    |       |
| 6. Dezember  | Maximilian Ossejewitsch Steinberg        | russischer Komponist | 63    |       |
| 6. Dezember  | Charles Stewart                          | kanadischer Politiker | 78    |       |
| 6. Dezember  | Christian Stoll                          | deutscher lutherischer Pfarrer und Theologe                                                                                            | 43    |       |
| 6. Dezember  | Hans Wilhelm Viereck                     | deutscher Pflanzensammler in Mexiko | 43    |       |
| 6. Dezember  | Josef Wagner                             | deutscher Widerstandskämpfer und KPD-Funktionär                                                                                        | 50    |       |
| 7. Dezember  | Andrij Brodij                            | ruthenischer (ukrainischer) Journalist und Politiker                                                                                   | 51    |       |
| 7. Dezember  | Albert Kohler                            | Schweizer Maler, Illustrator und Bildhauer                                                                                             | 63    |       |
| 7. Dezember  | Kawakami Sadayakko                       | japanische Schauspielerin und Tänzerin                                                                                                 | 75    |       |
| 7. Dezember  | Georges Malfait                          | französischer Leichtathlet | 67    |       |
| 8. Dezember  | Albrecht Ernst von Thaer                 | deutscher Verwaltungsjurist und Landrat                                                                                                | 46    |       |
| 9. Dezember  | Auguste Mallet                           | französischer Radrennfahrer | 33    |       |
| 10. Dezember | Adolf Behrend                            | deutscher Artist und Flugpionier | 77    |       |
| 10. Dezember | Frederick William Frohawk                | britischer Tierillustrator und Lepidopterologe                                                                                         | 85    |       |
| 10. Dezember | Walter Johnson                           | US-amerikanischer Baseballspieler | 59    |       |
| 10. Dezember | Walter Freiherr von Keyserlingk          | deutscher Marineoffizier, zuletzt Vizeadmiral sowie Marineattaché                                                                      | 77    |       |
| 10. Dezember | Lajos Nagy                               | ungarischer Provinzialrömischer Archäologe und Kunsthistoriker                                                                         | 49    |       |
| 10. Dezember | Edmund von Oesterreich                   | deutscher Bankier und Geschäftsinhaber der Norddeutschen Bank                                                                          | 76    |       |
| 10. Dezember | Damon Runyon                             | US-amerikanischer Journalist und Schriftsteller                                                                                        | 66    |       |
| 11. Dezember | Jean-Pierre Beckius                      | in Luxemburg geborener Maler | 47    |       |
| 11. Dezember | Douglas James Jardine                    | britischer Kolonialgouverneur | 58    |       |
| 11. Dezember | Carl Schneider                           | deutscher Psychiater und Hochschullehrer                                                                                               | 54    |       |
| 12. Dezember | Hans Böhm                                | deutscher Literaturwissenschaftler und Autor                                                                                           | 70    |       |
| 12. Dezember | Renée Falconetti                         | französische Schauspielerin | 54    |       |
| 12. Dezember | Andreas von Horn                         | österreichischer Stummfilmschauspieler und Regisseur                                                                                   | 70    |       |
| 12. Dezember | Martin Wronsky                           | deutscher Manager | 69    |       |
| 13. Dezember | Hermann Alberts                          | deutscher Vizeadmiral der Kaiserlichen Marine                                                                                          | 81    |       |
| 13. Dezember | Konrad Haebler                           | deutscher Bibliothekar | 89    |       |
| 13. Dezember | Henry Cecil Sturt                        | englischer Philosoph | 83    |       |
| 13. Dezember | Paul Vorbeck                             | deutscher Politiker (NSDAP), MdR | 47    |       |
| 14. Dezember | Roy William Neill                        | irischer Filmregisseur | 59    |       |
| 15. Dezember | Josiah William Bailey                    | US-amerikanischer Politiker | 73    |       |
| 15. Dezember | Clarence Dennis Coughlin                 | US-amerikanischer Politiker | 63    |       |
| 15. Dezember | Paula May                                | österreichische Malerin und Kunstpädagogin                                                                                             | 55    |       |
| 15. Dezember | Karl Mörke                               | deutscher Gewichtheber | 57    |       |
| 15. Dezember | Maud Nathan                              | US-amerikanische Sozialreformerin und Suffragette                                                                                      | 84    |       |
| 15. Dezember | Herbert Richmond                         | britischer Admiral und Marinehistoriker                                                                                                | 75    |       |
| 15. Dezember | Franz Tügel                              | deutscher evangelischer Theologe und lutherischer Landesbischof Hamburg                                                                | 58    |       |
| 16. Dezember | Georges-Antoine Bridel                   | Schweizer Verleger und Historiker | 79    |       |
| 16. Dezember | Karl Ceconi                              | österreichischer Baumeister und Architekt                                                                                              | 62    |       |
| 16. Dezember | Kurt Glaser                              | deutscher Romanist | 66    |       |
| 16. Dezember | William S. Gray                          | US-amerikanischer Filmeditor | 50    |       |
| 16. Dezember | Blayney Hamilton                         | irischer Badminton-, Tennis-, Hockey- und Cricketspieler                                                                               | 74    |       |
| 16. Dezember | Adolf Heitmann                           | deutscher Pädagoge und Schriftsteller                                                                                                  | 88    |       |
| 16. Dezember | Ingeborg Magnussen                       | deutsche Malerin und Schriftstellerin                                                                                                  | 90    |       |
| 16. Dezember | Edward L. Mark                           | US-amerikanischer Zoologe und Anatom                                                                                                   | 99    |       |
| 16. Dezember | Sulaimān Murschid                        | syrischer religiöser und politischer Führer                                                                                            |       |       |
| 16. Dezember | Sigmund Schenkling                       | deutscher Lehrer und Entomologe | 81    |       |
| 16. Dezember | Marie Stumpe                             | deutsche Malerin | 69    |       |
| 16. Dezember | Friedrich Weiberg                        | deutscher Verwaltungsbeamter und Bürgermeister                                                                                         | 76    |       |
| 16. Dezember | Gottlieb Wüthrich                        | Schweizer Elektroingenieur, Kunst- und Münzsammler                                                                                     | 67    |       |
| 17. Dezember | Georg Boßler                             | deutscher Unternehmer | 65    |       |
| 17. Dezember | Franz Čižek                              | österreichischer Maler, Designer und Kunsterzieher                                                                                     | 81    |       |
| 17. Dezember | Max Hodann                               | deutscher Arzt, Sexualreformer, Eugeniker und Publizist                                                                                | 52    |       |
| 17. Dezember | Grigori Nikolajewitsch Neuimin           | russischer Astronom | 60    |       |
| 17. Dezember | Otto Tarnogrocki                         | deutscher Maler und Illustrator | 71    |       |
| 18. Dezember | Mogens von Harbou                        | deutscher Verwaltungsjurist und Landrat                                                                                                | 41    |       |
| 18. Dezember | Claus Mehs                               | deutscher Architekt | 80    |       |
| 18. Dezember | Francis Henry Newbery                    | britischer Maler und Kunstpädagoge | 91    |       |
| 18. Dezember | Lemuel W. Royse                          | US-amerikanischer Politiker | 99    |       |
| 18. Dezember | Richard Schmidt                          | deutscher Kommunalpolitiker und Bürgermeister von Greifswald                                                                           | 64    |       |
| 18. Dezember | Robert Seuffert                          | deutscher Maler und Professor an der Kölner Werkschule                                                                                 | 72    |       |
| 18. Dezember | Clark Williams                           | US-amerikanischer Bankier und Politiker                                                                                                | 76    |       |
| 19. Dezember | Louis Albert Adroit                      | französischer Kapellmeister, Musikpädagoge und Komponist                                                                               | 71    |       |
| 19. Dezember | Erwin Brauer                             | deutscher Theologe | 50    |       |
| 19. Dezember | Harry Forbes                             | US-amerikanischer Boxer im Bantamgewicht                                                                                               | 67    |       |
| 19. Dezember | Paul Langevin                            | französischer Physiker | 74    |       |
| 19. Dezember | Robert Schyberg                          | dänischer Schauspieler | 74    |       |
| 20. Dezember | Henry Burr                               | britischer Sportschütze | 74    |       |
| 20. Dezember | George W. Hunter                         | schottischer Missionar in China und Turkestan                                                                                          | 85    |       |
| 20. Dezember | Josef Polášek                            | tschechischer Architekt | 47    |       |
| 20. Dezember | Frank Russell, Baron Russell of Killowen | britischer Jurist | 79    |       |
| 20. Dezember | Richard von Süßkind-Schwendi             | preußischer General der Infanterie, Herr auf Bächingen und Ehrenkommendator des Johanniterordens                                       | 92    |       |
| 21. Dezember | Armandinho                               | portugiesischer Gitarrist | 55    |       |
| 21. Dezember | Franz Christoph                          | österreichischer Politiker (SDAP), Landtagsabgeordneter, Mitglied des Bundesrates                                                      | 69    |       |
| 21. Dezember | Johannes Staemmler                       | deutscher Pfarrer | 86    |       |
| 21. Dezember | Eugene Talmadge                          | US-amerikanischer Politiker und mehrfacher Gouverneur von Georgia                                                                      | 62    |       |
| 22. Dezember | Hanns Diehl                              | deutsch-österreichischer Maler, Radierer und Innenarchitekt                                                                            | 69    |       |
| 22. Dezember | Nien Sön Ling                            | chinesischer Schauspieler beim deutschen Film                                                                                          | 54    |       |
| 23. Dezember | Georg Arends                             | deutscher Apotheker und pharmazeutischer Schriftsteller                                                                                | 84    |       |
| 23. Dezember | Rinaldo Barlassina                       | italienischer Fußballschiedsrichter | 48    |       |
| 23. Dezember | Oskar Knoblauch                          | deutscher Physiker | 84    |       |
| 23. Dezember | Frank Lukeman                            | kanadischer Leichtathlet | 61    |       |
| 23. Dezember | John A. Sampson                          | US-amerikanischer Gynäkologe | 73    |       |
| 23. Dezember | Karl Schöttner                           | österreichischer Bergsteiger und Autor                                                                                                 | 77    |       |
| 23. Dezember | Eugen Wohlhaupter                        | deutscher Rechtshistoriker | 46    |       |
| 24. Dezember | Alfred Große                             | deutscher Baumeister | 85    |       |
| 24. Dezember | Thomas Hackney                           | US-amerikanischer Politiker | 85    |       |
| 24. Dezember | Erich Karlewski                          | deutscher Offizier, zuletzt General der Flieger                                                                                        | 72    |       |
| 24. Dezember | Vinzenz Kudernatsch                      | österreichischer Heimatforscher | 79    |       |
| 24. Dezember | Leopold Okulicki                         | Führer der Polnischen Heimatarmee | 48    |       |
| 24. Dezember | George Schiller                          | US-amerikanischer Leichtathlet | 46    |       |
| 24. Dezember | Josef Schregel                           | deutscher Heimatdichter | 81    |       |
| 25. Dezember | W. C. Fields                             | US-amerikanischer Schauspieler, Komiker, Drehbuchautor und Jongleur                                                                    | 66    |       |
| 25. Dezember | Karl Heinrich Hager                      | deutscher Bauingenieur, Rektor der TU München, Direktor der Landesgewerbeanstalt Bayern                                                | 78    |       |
| 25. Dezember | Fritz von Hellingrath                    | deutscher Berufsoffizier, Landschaftsmaler, Zeichner und Radierer                                                                      | 80    |       |
| 25. Dezember | Georg Klemperer                          | deutscher Internist | 81    |       |
| 25. Dezember | Henri Le Fauconnier                      | französischer Maler des Kubismus | 65    |       |
| 26. Dezember | Artur Brausewetter                       | deutscher evangelischer Pfarrer und Schriftsteller                                                                                     | 82    |       |
| 26. Dezember | Franjo Bučar                             | kroatischer Schriftsteller und Sportfunktionär                                                                                         | 80    |       |
| 26. Dezember | Irene Forbes-Mosse                       | deutsche Schriftstellerin und Malerin                                                                                                  | 82    |       |
| 26. Dezember | Rolf Hetsch                              | deutscher Jurist, Kunsthistoriker und nationalsozialistischer Kulturfunktionär im Reichsministerium für Volksaufklärung und Propaganda | 43    |       |
| 26. Dezember | Antonio Lasciac                          | italienischer Architekt | 90    |       |
| 26. Dezember | Johannes Müller                          | deutscher Politiker | 81    |       |
| 26. Dezember | Hans Volkmann                            | deutscher Musikwissenschaftler und Pädagoge                                                                                            | 71    |       |
| 26. Dezember | Max Warburg                              | deutscher Bankier und Politiker, MdHB                                                                                                  | 79    |       |
| 27. Dezember | John W. Boehne                           | US-amerikanischer Politiker | 90    |       |
| 27. Dezember | William B. Bowling                       | US-amerikanischer Jurist und Politiker                                                                                                 | 76    |       |
| 27. Dezember | Theodor Hetzer                           | deutscher Kunsthistoriker | 56    |       |
| 27. Dezember | Franz Pülsl                              | österreichischer Politiker (SDAP), Landtagsabgeordneter                                                                                | 71    |       |
| 27. Dezember | Julius Roller                            | österreichischer Jurist und Politiker                                                                                                  | 84    |       |
| 27. Dezember | Dave E. Satterfield                      | US-amerikanischer Politiker | 52    |       |
| 27. Dezember | Richard Waldemar                         | österreichischer Operettensänger (Bariton) und Schauspieler                                                                            | 77    |       |
| 28. Dezember | Ada Adler                                | dänische klassische Philologin | 68    |       |
| 28. Dezember | Otto Friedrich Gramberg                  | deutscher Ministerialrat und Kirchenrechtler                                                                                           | 90    |       |
| 28. Dezember | Hans Hartmann-MacLean                    | deutscher Bildhauer, Medailleur und Hochschullehrer                                                                                    | 84    |       |
| 28. Dezember | Heinrich Jungclaussen                    | deutscher Baumschulbesitzer und Gartenbauunternehmer                                                                                   | 89    |       |
| 28. Dezember | Eugen Korschelt                          | deutscher Zoologe und Hochschullehrer                                                                                                  | 88    |       |
| 28. Dezember | Elie Nadelman                            | polnisch-amerikanischer Bildhauer, Zeichner und Sammler                                                                                | 64    |       |
| 28. Dezember | Otto Oppermann                           | deutsch-niederländischer Mediävist | 73    |       |
| 28. Dezember | Johann Jacob Paul Wirtz                  | deutscher Überseekaufmann und Bankier                                                                                                  | 65    |       |
| 29. Dezember | James Thomas Milton Anderson             | kanadischer Politiker | 68    |       |
| 29. Dezember | Karl Hans Drechsel                       | deutscher Kommunalpolitiker (NSDAP) | 42    |       |
| 29. Dezember | Elsa Fenske                              | deutsche Politikerin und Funktionärin der KPD                                                                                          | 47    |       |
| 29. Dezember | Otto Ruprecht                            | deutscher Architekt und kommunaler Baubeamter                                                                                          | 86    |       |
| 29. Dezember | Camillo Schumann                         | deutscher spätromantischer Komponist                                                                                                   | 74    |       |
| 29. Dezember | Bobby Stark                              | US-amerikanischer Jazz-Trompeter | 40    |       |
| 29. Dezember | Georg Thomas                             | deutscher Offizier und Chef des Wehrwirtschafts- und Rüstungsamtes                                                                     | 56    |       |
| 29. Dezember | Alois Tomiška                            | tschechisch-österreichischer Unternehmer und Erfinder des Prinzips der Double-Action-Automatikpistole                                  | 79    |       |
| 29. Dezember | William Wendt                            | deutsch-amerikanischer Landschaftsmaler                                                                                                | 81    |       |
| 29. Dezember | Hugh Robert Wilson                       | US-amerikanischer Botschafter | 61    |       |
| 30. Dezember | William Bartlett                         | US-amerikanischer Leichtathlet | 50    |       |
| 30. Dezember | Charles Wakefield Cadman                 | US-amerikanischer Komponist | 65    |       |
| 30. Dezember | Franz Johann Ernst                       | österreichischer Politiker (CSP), Landtagsabgeordneter                                                                                 | 77    |       |
| 30. Dezember | Percy Douglas Fitton                     | englischer Badmintonspieler | 65    |       |
| 30. Dezember | Benjamin M. Golder                       | US-amerikanischer Politiker | 55    |       |
| 30. Dezember | Johannes Görbing                         | deutscher Apotheker, Bodenkundler und Agrikulturphysiologe                                                                             | 69    |       |
| 30. Dezember | Karl Hermann Müller-Samerberg            | deutscher Maler | 77    |       |
| 30. Dezember | Christian Neff                           | deutscher mennonitischer Theologe und Historiker                                                                                       | 83    |       |
| 30. Dezember | Theodor Remy                             | deutscher Pflanzenbauwissenschaftler                                                                                                   | 78    |       |
| 30. Dezember | Olga Zanders                             | deutsche Kulturstifterin | 74    |       |
| 31. Dezember | Theodor Fritsch                          | deutscher nationalsozialistischer Verleger                                                                                             | 51    |       |
| 31. Dezember | Johannes Hoßfeld                         | deutscher Finanzbeamter und Generalinspekteur des Zollgrenzschutzes im Nationalsozialismus                                             | 67    |       |
| 31. Dezember | William L. Nelson                        | US-amerikanischer Politiker | 71    |       |
| 31. Dezember | Maximilian Silberberg                    | österreichischer Industrieller und Chemiker                                                                                            | 68    |       |
| 31. Dezember | Patrick Joseph Sullivan                  | US-amerikanischer Politiker | 69    |       |
| 31. Dezember | Siegmund Vollmann                        | deutscher Arzt und langjähriger Schriftleiter des Deutschen Ärzteblatts                                                                |       |       |
|              | Leonardo Aramesco                        | ungarischer Opernsänger (Tenor) | 48    |       |